# Станіслав Маковський
Станіслав Маковський (30 травня 1931, с. Кулик, нині Холмського повіту — 21 квітня 2008, Варшава) — польський філолог, викладач, автор праць з польської літератури романтизму. Дослідник праць Юліуша Словацького та Адама Міцкевича, автор багатьох історичних та літературних книг та шкільних підручників. У 1989—2006 рр. редактор Щорічника Літературного товариства ім. Адама Міцкевича, він також був президентом Варшавської філії Товариства.

Похований на військовому цвинтарі Повонзки.